# Ettenhausen
Ettenhausen is een plaats en voormalige gemeente in het district Frauenfeld, kanton Thurgau, Zwitserland. Ettenhausen telt 1156 inwoners (2007).
De plaats maakt sinds 1996 deel uit van de gemeente Aadorf.
- Gemeinsame Normdatei: 4587905-9
- Historisch woordenboek van Zwitserland: 001895
- Nationale Bibliotheek van Tsjechië: ge631710